# 米凱利

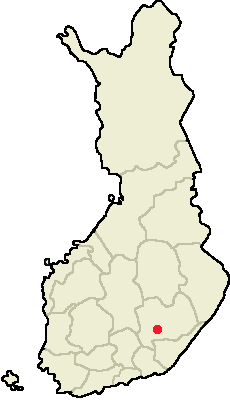
米凱利位置圖

米凱利（芬蘭語：Mikkeli），是芬蘭南萨沃区一个使用“城市”称号的市镇。米凱利是原東芬蘭省的省府所在地。1997年前屬米凱利省。2005年時，有人口46,612人。位於塞馬湖湖岸。

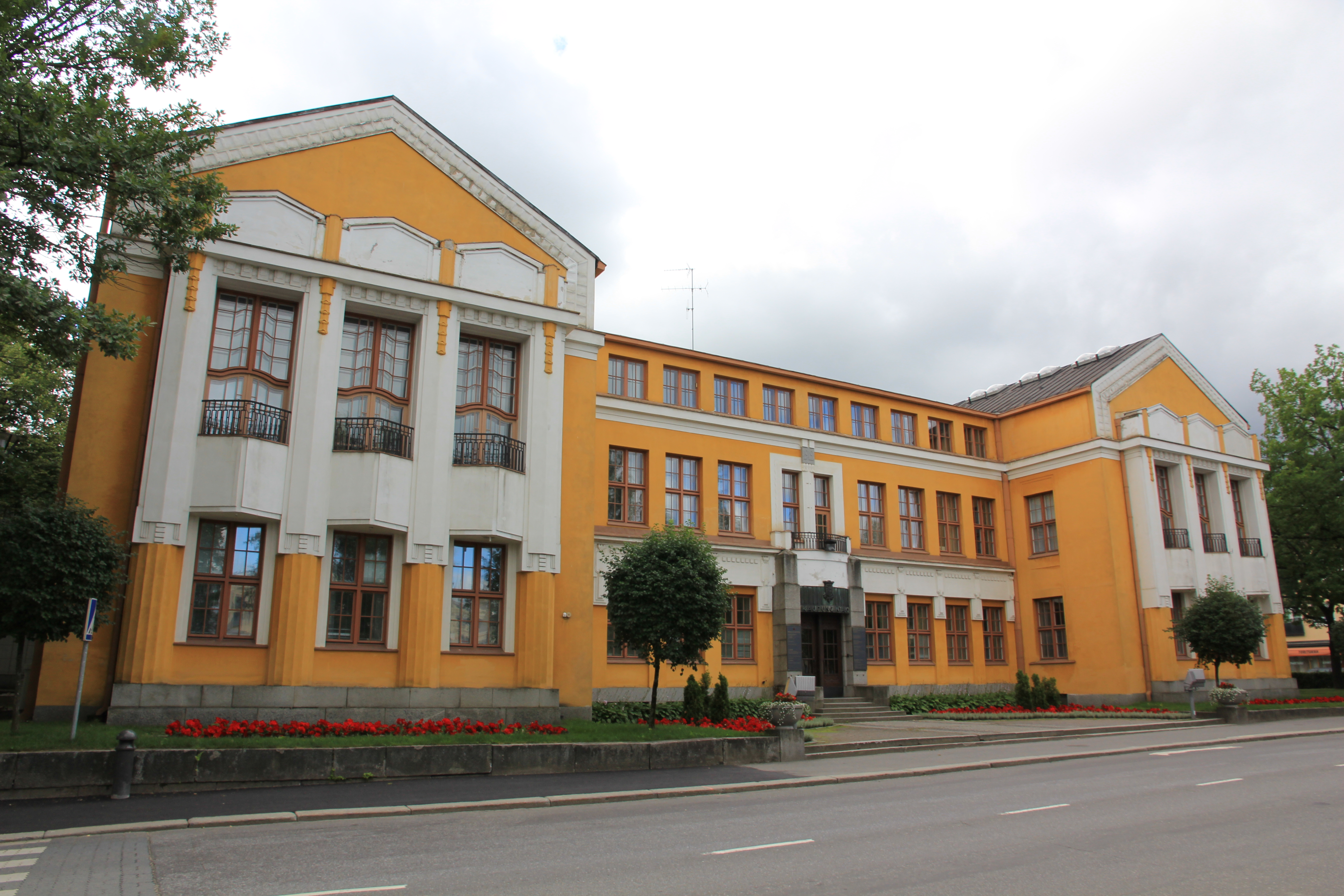
米凯利市政厅
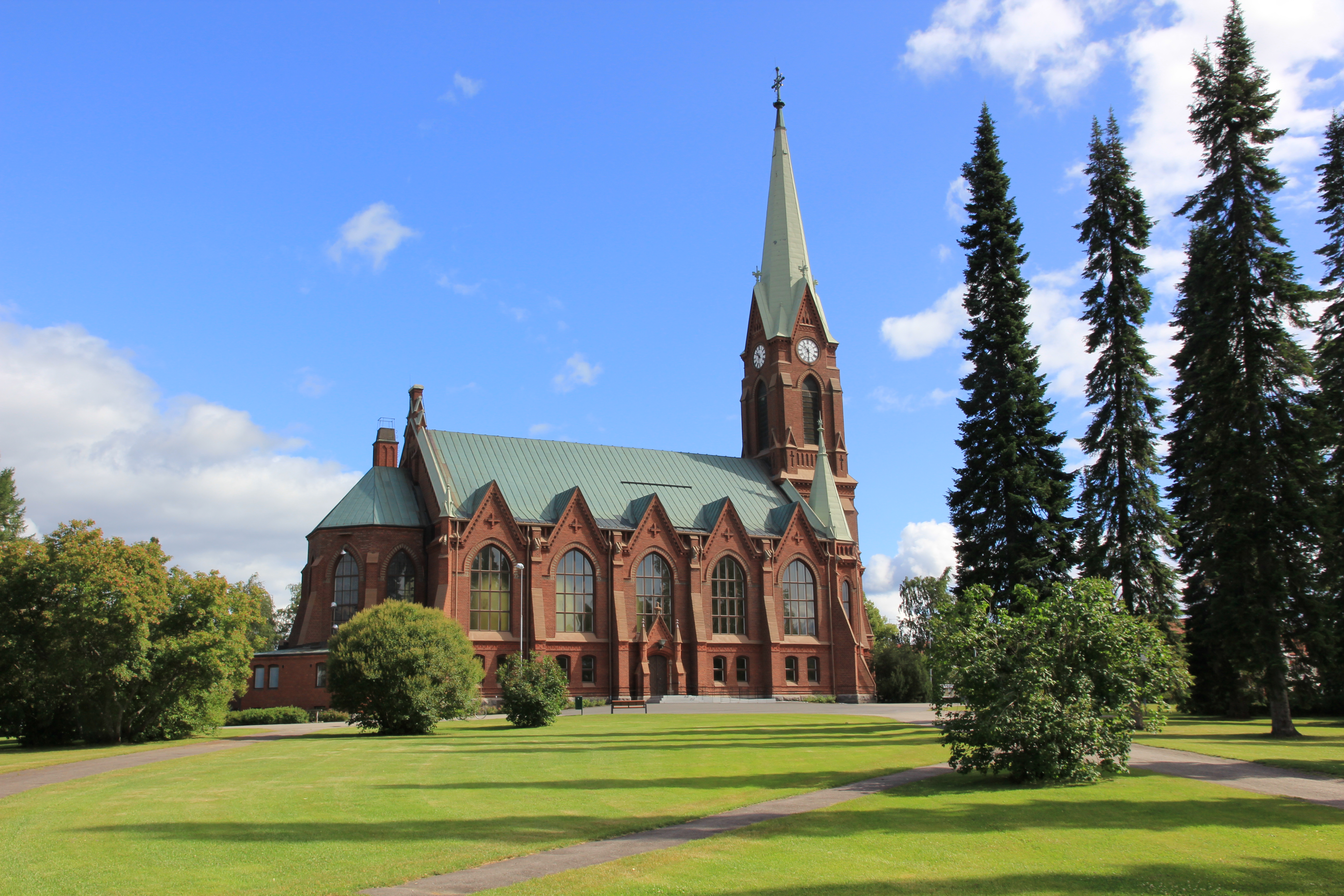
米凯利主教座堂
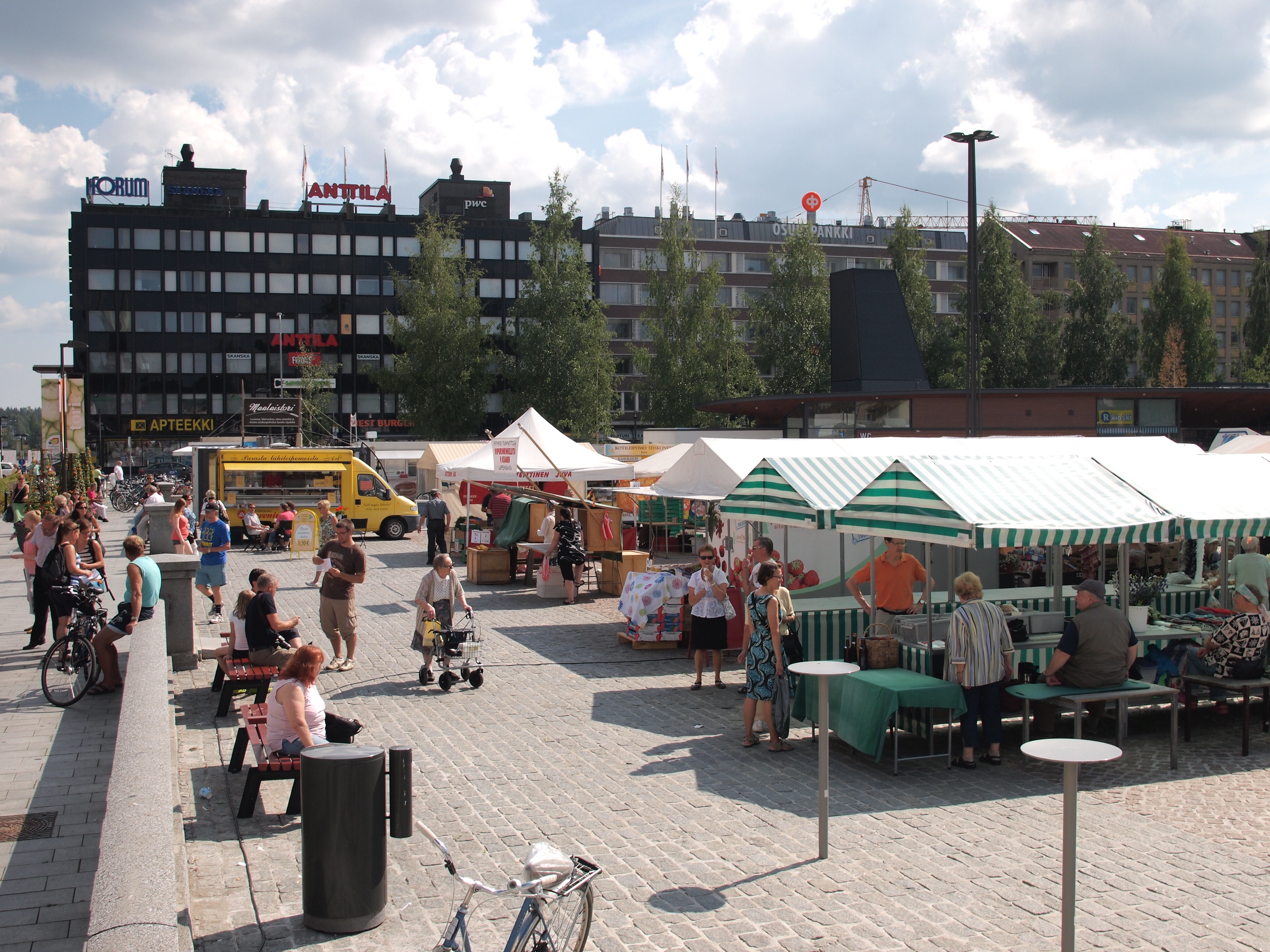
米凱利广场
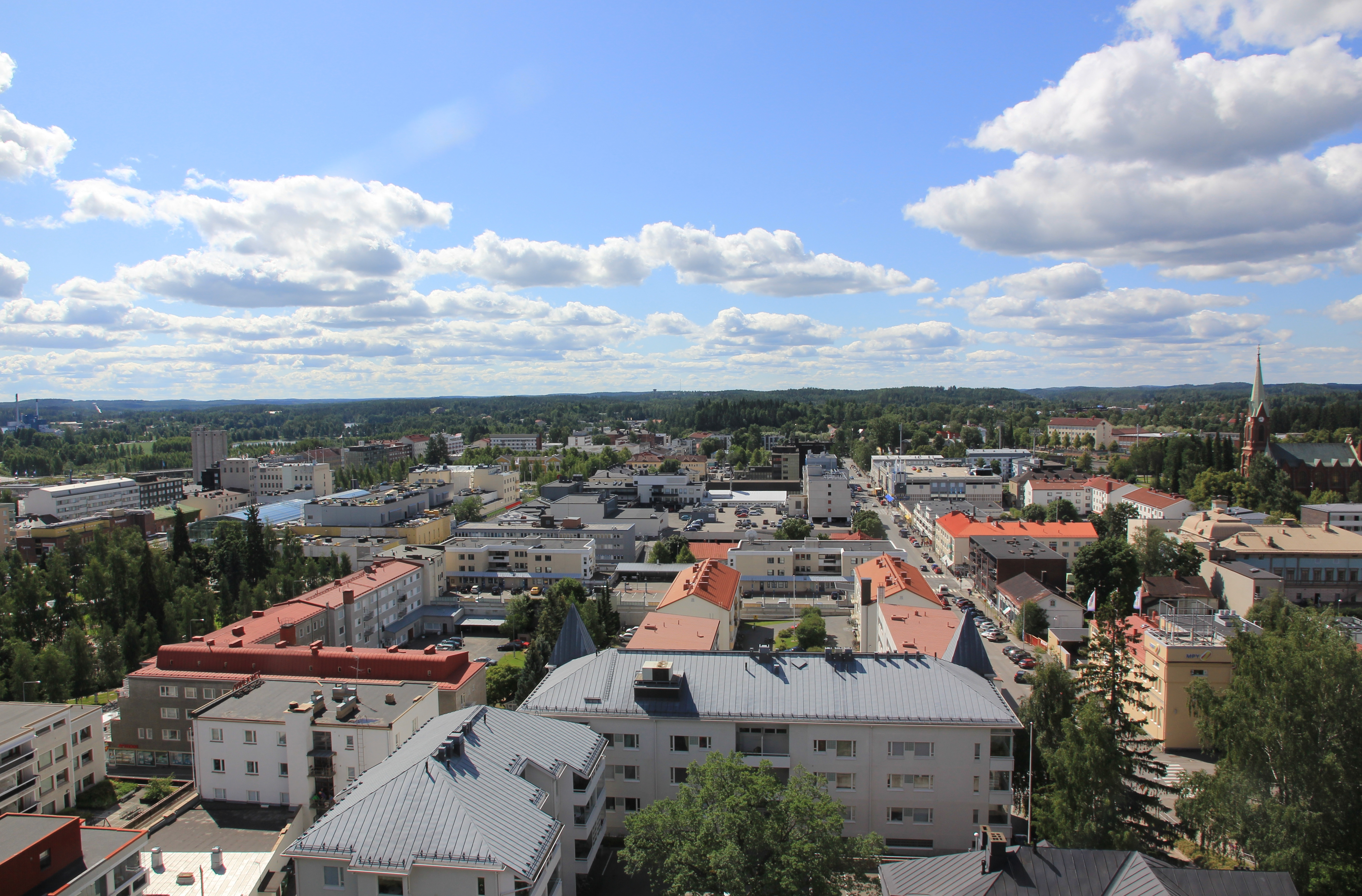
米凱利

## 外部連結
- 官方网站  （文）
- 米凯利旅游信息 （页面存档备份，存于） （文）（英文）（德文）